# Big Long Now
«Big Long Now» es una canción de la banda de grunge Nirvana, grabada en diciembre de 1988 durante las sesiones del álbum debut de la banda, Bleach, pero no fue incluida en al álbum debido a que (de acuerdo al productor Jack Endino) el cantante y guitarrista Kurt Cobain creía que había suficientes canciones "lentas y pesadas" en el álbum.

## Versiones que circulan
Existen versiones como la versión original incluida en el álbum recopilatorio Incesticide en 1992, y una versión en video grabada durante un ensayo en la casa de la madre del bajista Krist Novoselic durante uno de los días de las sesiones fue incluida en el DVD del box set With the Lights Out. En 2021 se filtró por internet un fragmento de una presentación en vivo de esta canción de un concierto del colegio estatal de evergreen dorm k208, del 7 de febrero de 1989, siendo hasta al momento la única grabación en vivo de este tema que existe y que por muchos años se desconocía, como curiosidad es también la primera actuación de la banda en contar con Jason Everman como segundo guitarrista.